# Элиньо (футболист, 2000)
Элио Жунио Нунес ди Кастро (порт. Hélio Júnio Nunes de Castro; родился 25 апреля 2000, Сертанзинью), более известный как Элиньо (порт. Helinho) — бразильский футболист, полузащитник клуба «Ред Булл Брагантино».

## Клубная карьера
Элиньо выступал в футбольной академии «Сан-Паулу» с 2012 года. В апреле 2018 года получил свой первый вызов в основной состав на матч чемпионата против «Параны».3 мая 2018 года продлил свой контракт с клубом до 2023 года.
4 ноября 2018 года Элиньо дебютировал в основном составе «Сан-Паулу» в матче против «Фламенго», выйдя на замену на 46-й минуте и забив гол на 50-й минуте.
С 2021 года выступает за «Ред Булл Брагантино». Эта команда впервые в своей истории вышла в финал международного турнира — Южноамериканского кубка. Элиньо в этой кампании сыграл в 10 матчах своей команды из 13, и забил один гол.

## Карьера в сборной
2 декабря 2015 года сыграл в составе сборной Бразилии до 17 лет в товарищеском матче против сборной Нидерландов (до 16 лет). 22 марта 2016 года провёл ещё один товарищеский матч за сборную до 17 лет, на этот раз — против сборной США.
6 октября 2017 года Элиньо был вызван в состав сборной на чемпионат мира среди игроков до 17 лет, заменив травмированного Винисиуса Жуниора. На самом турнире он провёл три матча, в том числе проигранный англичанам полуфинал.
23 апреля 2018 года получил вызов в состав сборную Бразилии до 20 лет.

## Достижения
- Финалист Южноамериканского кубка: 2021